# اينايم
uname (اختصار لاسم unix ) هو برنامج كمبيوتر في أنظمة تشغيل الكمبيوتر يونكس و شبيه يونكس الذي يطبع الاسم والإصدار وتفاصيل أخرى حول الجهاز الحالي ونظام التشغيل الذي يعمل عليه.

## التاريخ
ظهر استدعاء نظام uname والأمر لأول مرة في PWB / UNIX . تم تحديد كلاهما بواسطة بوزيكس . يتم تضمين نسخة جنو من uname في حزم "sh-utils" أو "coreutils". uname نفسه غير متوفر كبرنامج مستقل. نسخة من uname المجمعة في غنو الأساسية كانت مكتوبة بواسطة ديفيد ماكنزي.

## أمثلة
على نظام يقوم بتشغيل داروين (نظام تشغيل) ، قد يبدو الإخراج من تشغيل uname باستخدام وسيطة سطر الأوامر -a مثل النص أدناه: 
```
$ 
uname
 
-a

Darwin Roadrunner.local 10.3.0 Darwin Kernel Version 10.3.0: Fri Feb 26 11:58:09 PST 2010; root:xnu-1504.3.12~1/RELEASE_I386 i386

```

على نظام يقوم بتشغيل لينكس منت ، قد يبدو الإخراج من تشغيل uname باستخدام وسيطة سطر الأوامر -a مثل النص أدناه: 
```
dodo@root ~ $ 
uname
 
-a

Linux root 4.10.0-38-generic #42~16.04.1-Ubuntu SMP Tue Oct 10 16:32:20 UTC 2017 x86_64 x86_64 x86_64 GNU/Linux

dodo@root ~ $

```